# Berta Alves de Sousa

Berta Alves de Sousa a dirigir orquestra.

Berta Alves de Sousa (Liége, 1906 - Porto,1997), pianista e compositora portuguesa, foi uma das primeiras mulheres a dirigir uma orquestra em Portugal. 

## Biografia
Cândida Berta Alves de Sousa nasceu em Liège, na Bélgica e cresceu em Portugal na cidade do Porto. Vinha de uma família culta o que lhe permitiu contactar com escritores, músicos e pintores proeminentes.
Estudou música com Moreira de Sá, Luís Costa, Lucien Lambert e Claudio Carneyro no Conservatório de Música do Porto. Continuou seus estudos em Paris, teve aulas de piano com Wilhelm Backhaus e Theodor Szántó e aulas de composição com George Mingot, também estudou composição em  Lisboa com Vianna da Motta. Estudou ainda regência orquestral com Clemens Krauss em Berlim e com o maestro Pedro de Freitas Branco em Lisboa. 
Após concluir os estudos, Alves de Sousa assumiu um lugar no Conservatório de Música do Porto em 1946, como professora de música de câmara (mais tarde ela foi nomeada presidente da instituição) e actuou como pianista, acompanhadora e regente de concertos.  Destacam-se as apresentações que fez com Guilhermina Suggia, François Broos e Rui de Lacerda. Em 1950 conduziu a Orquestra Sinfónica do Porto tornando-se numa das primeiras mulheres a conduzir orquestras em Portugal, conduziu também a Orquestra de Música Ligeira da Rádio Nacional portuguesa. 
Também trabalhou como crítica musical no jornal O Primeiro de Janeiro, no Porto.
Ao longo da sua carreira trabalhou com vários nomes da música portuugesa, entre eles, Fernando Lopes-Graça, Bernardo Moreira de Sá e Maria Clementina Pires de Lima. 
Morreu no Porto em 1997, e o seu espólio está guardado no Conservatório de Música do Porto. 

## Prémios e Homenagens
1941 - Ganhou o Prémio de Moreira de Sá, promovido pelo Orfeão Portuense 
1969 - É homenageada pelo  Conservatório de Música do Porto
1989 -  Medalha de Mérito da Cidade do Porto em 1989 
O seu nome consta na toponímia da cidade do Porto. 

## Obra
Alves de Sousa compôs música de câmara,  música coral religiosa e sinfonias. Ela também experimentou a Simetria Sonora, um método desenvolvido pelo compositor Fernando Corrêa de Oliveira. O seu trabalho segue uma linha impressionista em que recorre várias vezes à politonalidade.
Entre as suas obras encontram-se: 
- Alfabeto em música [17]
- Teixeira de Pascoaes
- Há no Meu Peito uma Porta, canto e piano
- Canção Marinha
- Três Prelúdios [18]
- Tremor de terra
- Canção de Embalar com versos de Pinto Machado[19]
- Berceuse, Dança exótica
- Scherzo-marcha – música de câmara
- Avé Maria
- Poema Sinfónico “Vasco da Gama”
- São João de Landim – coro

Em algumas das suas foi buscar a inspiração à cultura popular e ao folclore português:
- Rosa d’ Alexandria
- Variações sobre um cantar do povo
- Variações sobre uma cantiga alentejana

## Discografia Seleccionada
A sua discografia inclui: 
- Compositores do Porto do Séc. XX , Canto e Piano [21]
- Numérica 1999, Sofia Lourenço, Compositores Portugueses Contemporâneos